# John Tweedie
John Tweedie, född den 15 maj 1775 i Edinburgh, död den 1 april 1862 i Santa Catalina (Argentina), var en skotsk hortikultör och forskningsresande. Auktorsnamnet Tweedie kan användas för John Tweedie i samband med ett vetenskapligt namn inom botaniken; se Wikipediaartiklar som länkar till auktorsnamnet.
Tweedie var överträdgårdsmästare vid botaniska trädgården i Edinburgh och ledde på ett framgångsrikt sätt skogsplanteringen på de stora skotska godsen. År 1825 flyttade han till Argentina, där han likaledes verkade för skogsanläggningar, och företog 1832, 1835 och 1837 botaniska resor i Argentina, Uruguay och Brasilien.